# 乔治·比才路

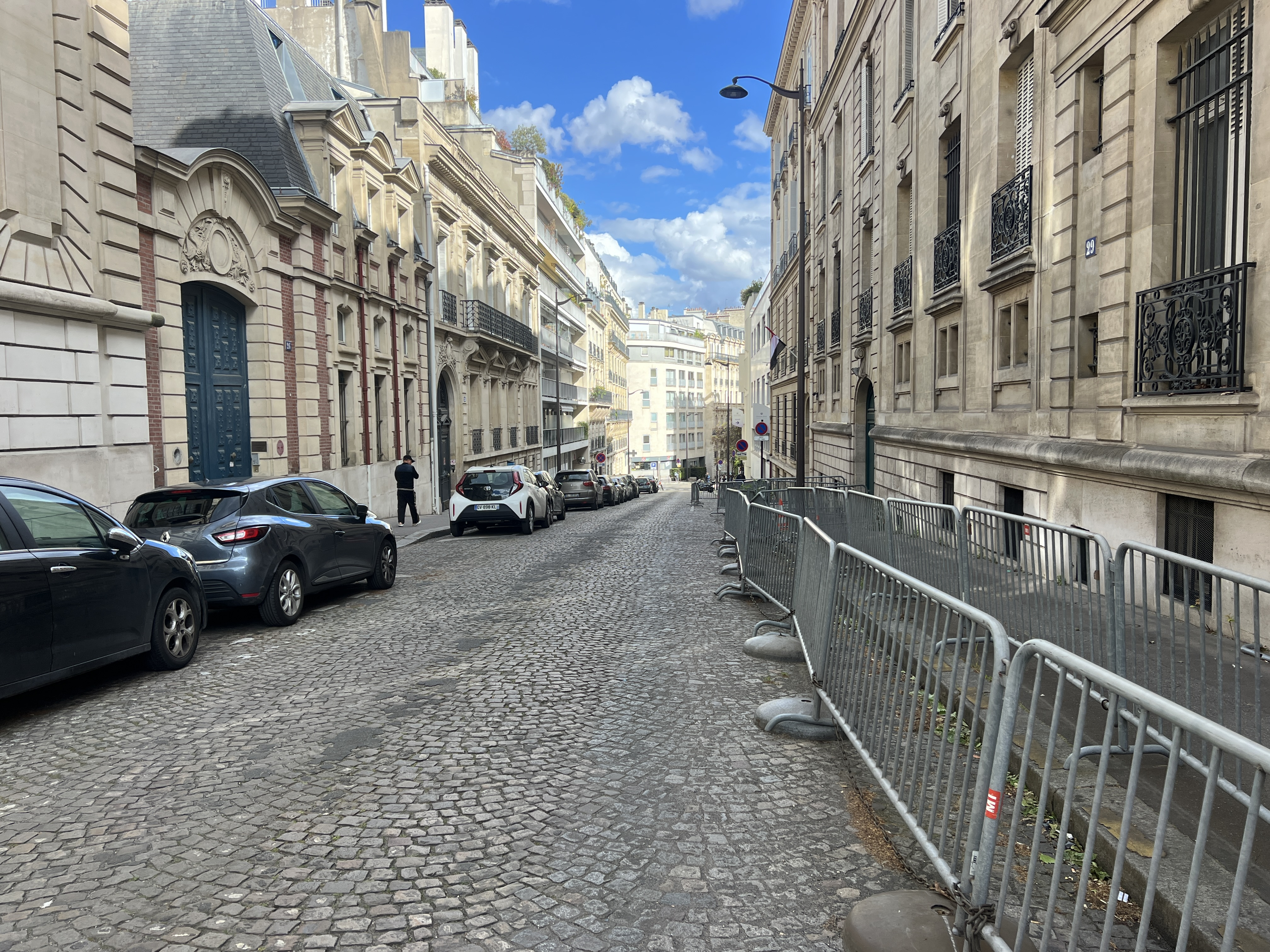
喬治·比才路 (2024年4月)

乔治·比才路（Rue Georges-Bizet）是法国巴黎十六区的一条街道，长280米，宽10米。始于皮埃尔·布里森广场（Place Pierre-Brisson），止于耶拿大街（Avenue d’Iéna）56号、巴萨诺路（Rue de Bassano）2号。

## 交通
到此可经由巴黎地铁9号线的阿爾瑪-瑪索站（Alma - Marceau），以及32、63、80、92路巴士。

## 路名

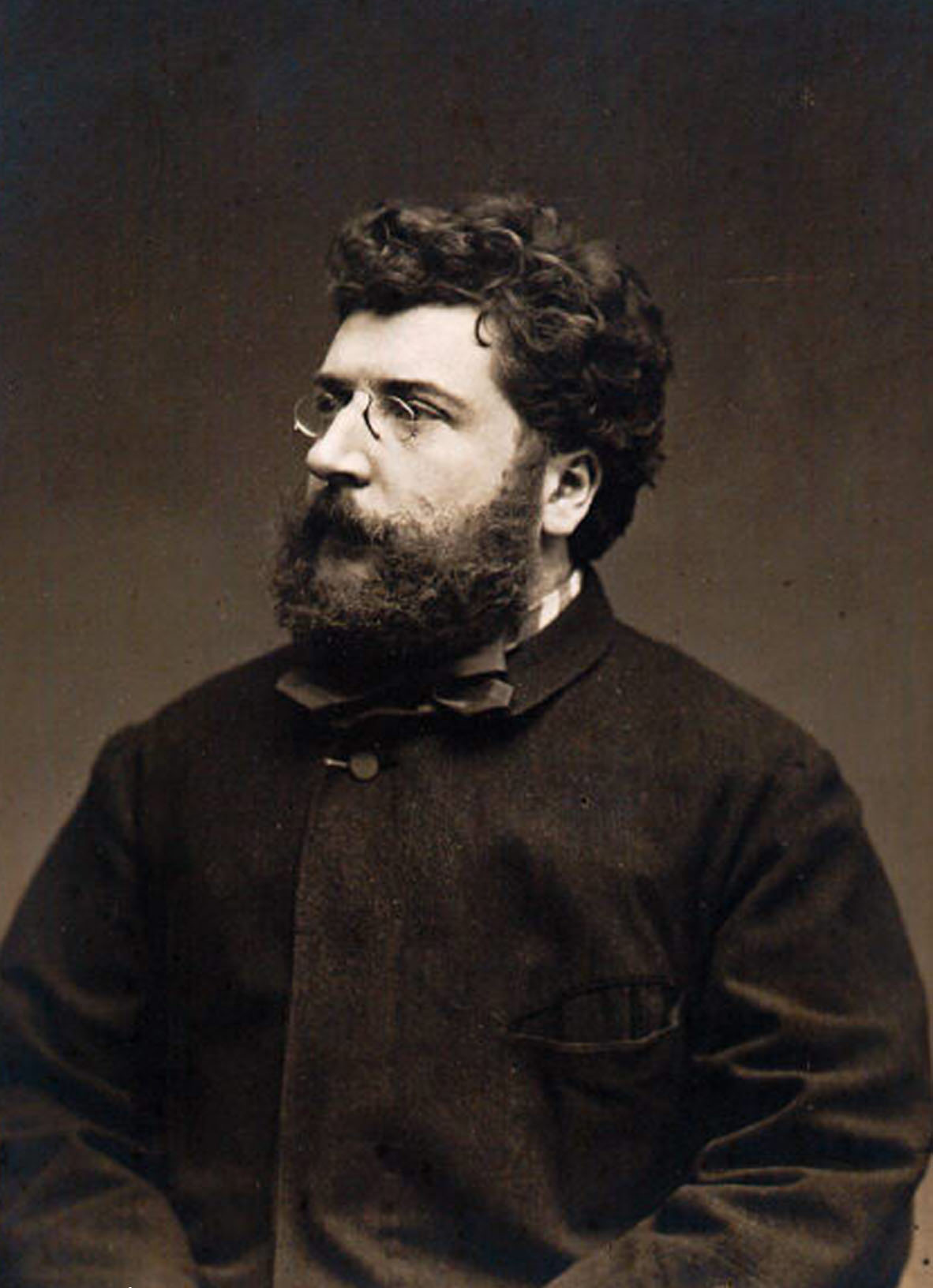
乔治·比才

它以法国作曲家乔治·比才（1838-1875）的名字命名。

## 历史
根据1904年4月5日的一项法令，整条路线均采用当前的名称。

## 建筑
- 7号: 希腊正教会圣司提反主教座堂
- 25号: 也门驻法国大使馆。
- 26号: 卡汉德安弗斯府邸（hôtel Cahen d'Anvers）建于1881年，耶拿大街与乔治·比才路的拐角处[1]
- 27-29号 : 埃及驻法国大使馆的另一个入口，其主要入口位于耶拿大街 56号。

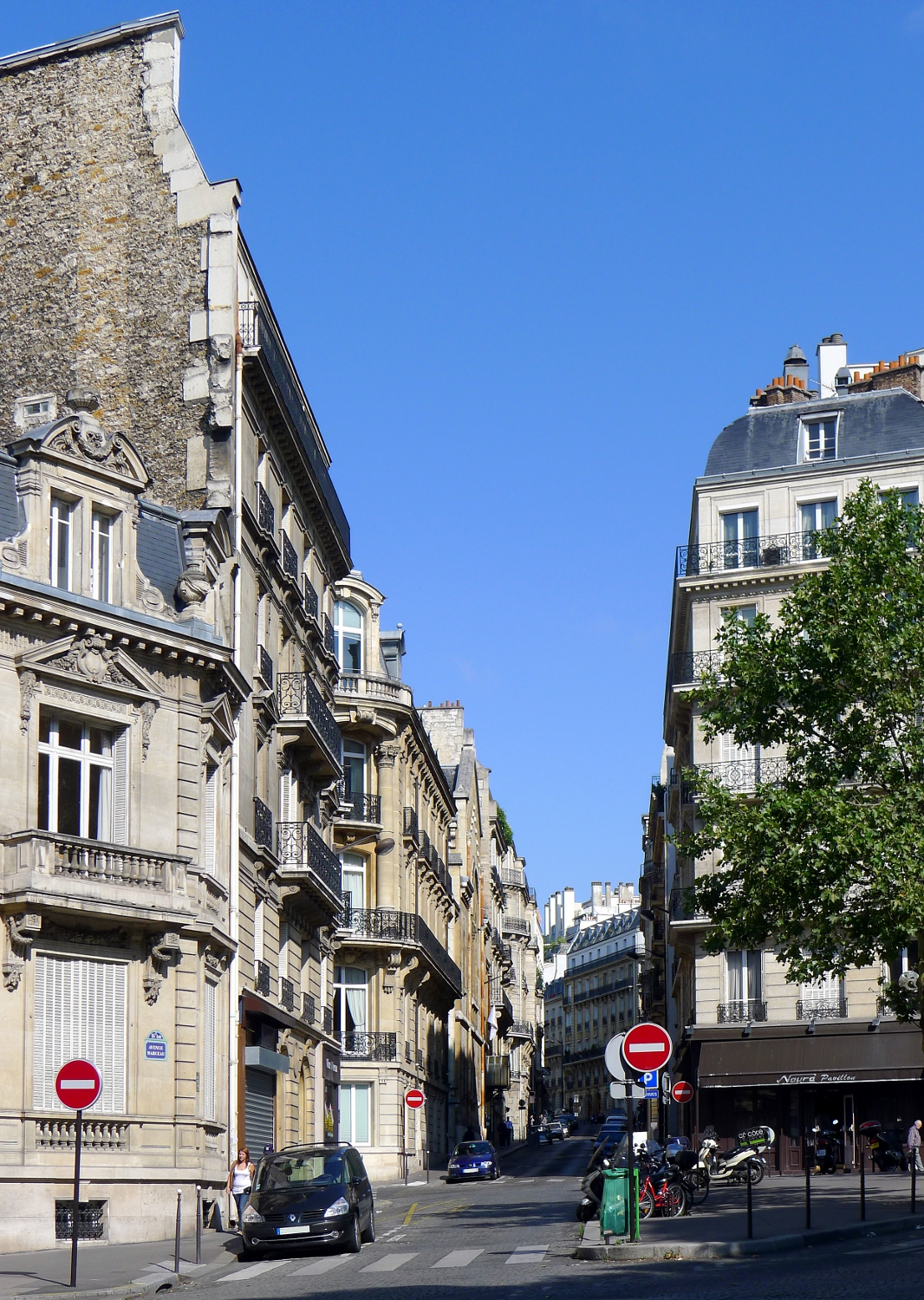
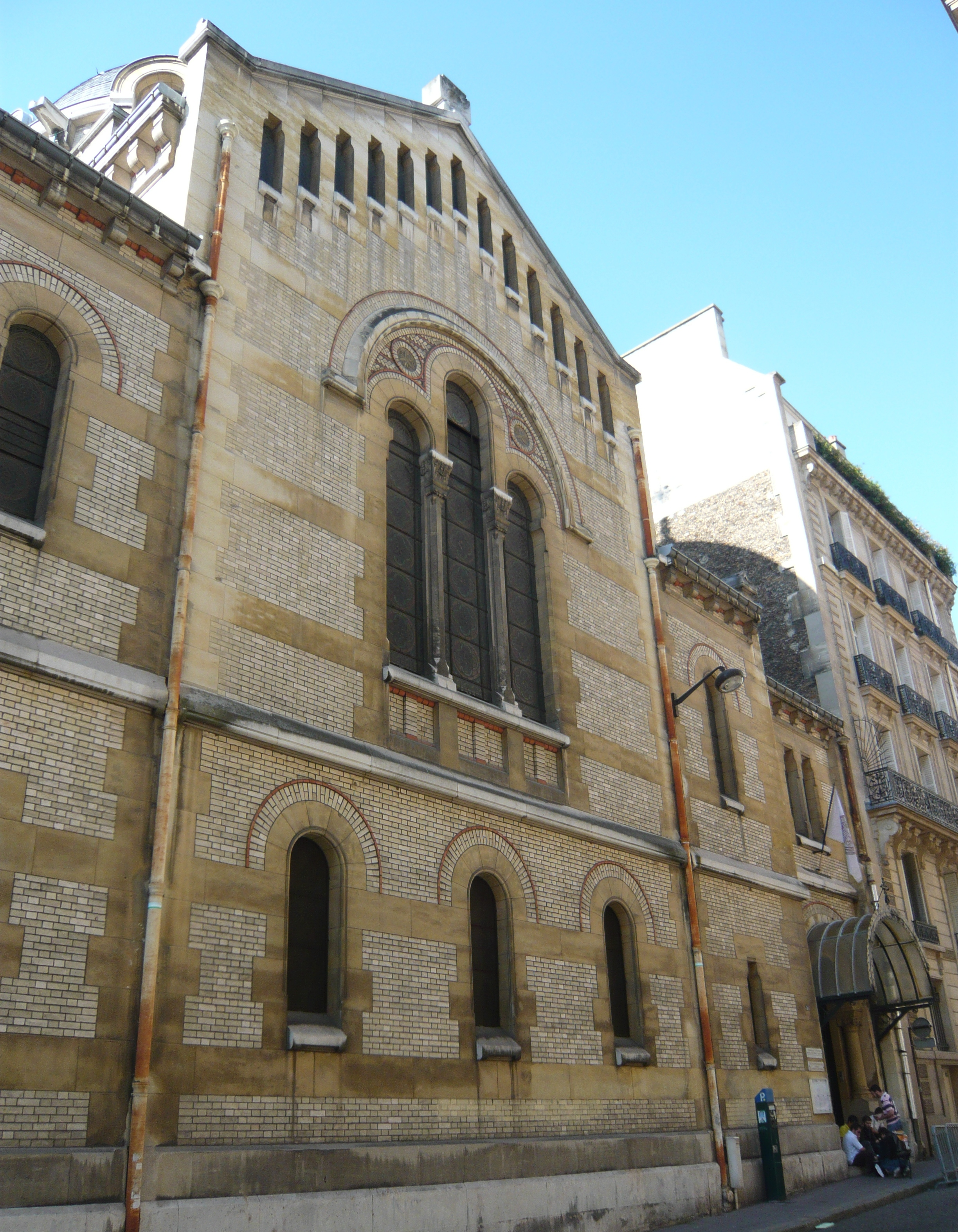
希腊正教会圣司提反主教座堂
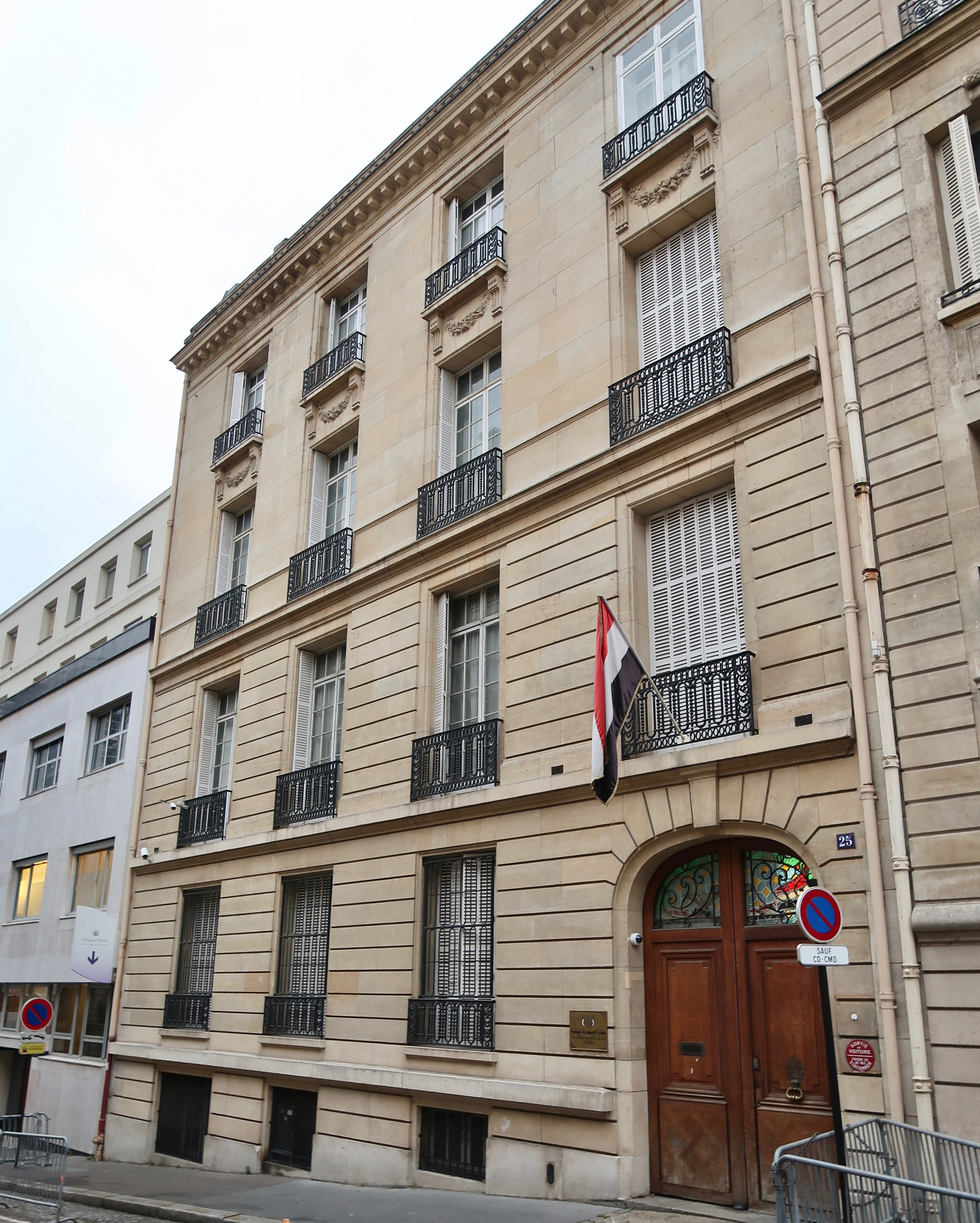
也门驻法国大使馆，乔治·比才路25号
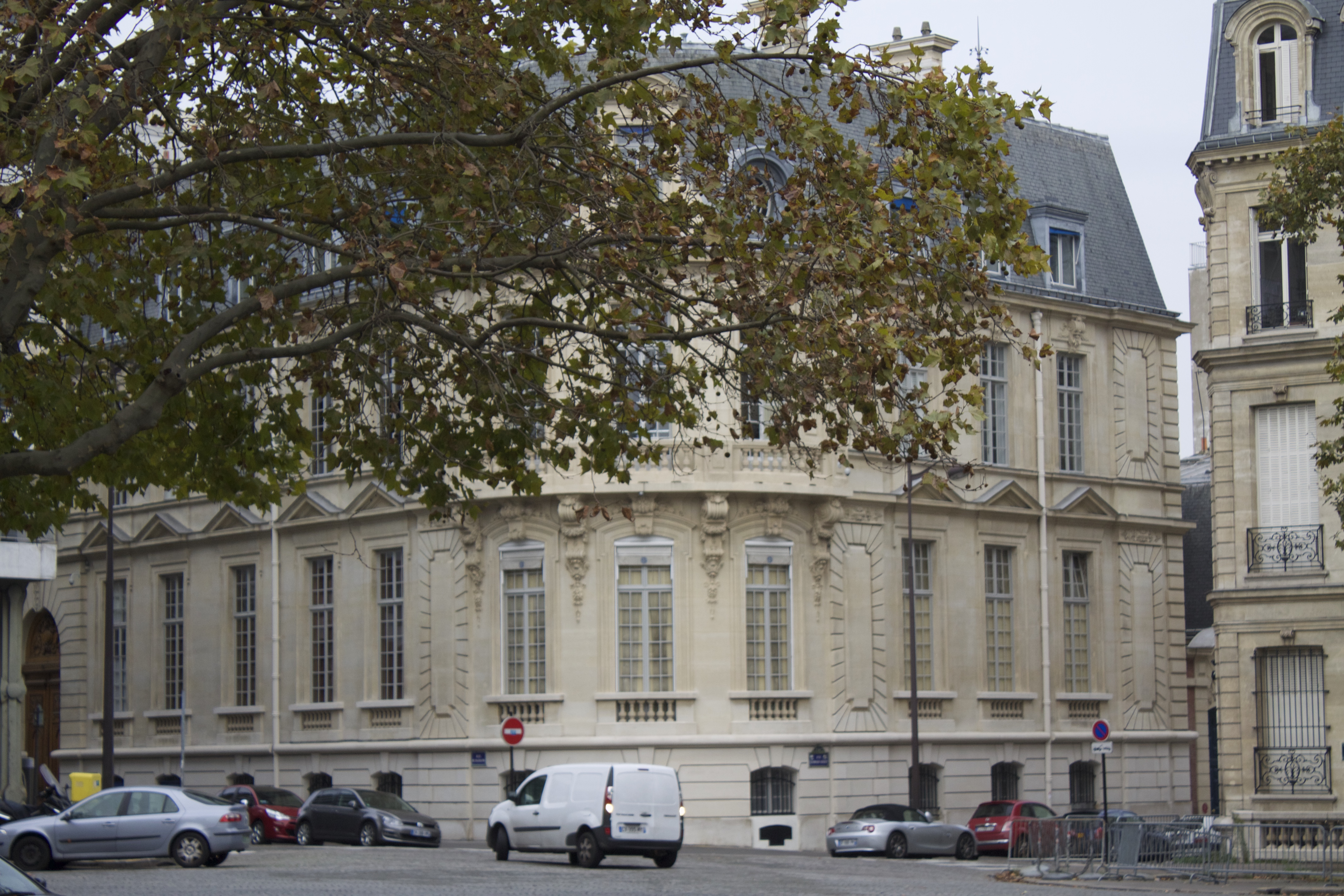
卡汉德安弗斯府邸立面